# Солонци (Калінінградська область)
Солонци (рос. Солонцы) — селище Славського району, Калінінградської області Росії. Входить до складу Тимірязевського сільського поселення.
Населення — 196 осіб (2015 рік).

## Населення
| 2002 | 2010 |
| ---- | ---- |
| 163  | ↗196 |